# FM Logistic
Az FM Logistic - Családi vállalkozás keretében 1967-ben Franciaországban alapított logisztikai cég, a tőzsdén nincs bejegyezve. A vállalat Európában 14 országban, Ázsiában és Latin-Amerikában (Brazíliában) működik, 27 000 dolgozót foglalkoztat.  A cég a „pooling” egyik úttörője, ami egy olyan módszer, mely a logisztikai erőforrásokat (raktárakat, szállítójárműveket) egyszerre több cég-ügyfél számára használja ki. Az FM Logistic az FMCG, viszonteladók, gyógyszeripari, egészségvédelmi és kozmetikai, ipari és gépjármű ágazatokban működő nemzetközi és hazai ügyfelek portfólióját támogatja.
Közép-Európában az FM Logistic cég FM Logistic Central Europe néven van jelen 4 országban: Lengyelországban (1995-től), Csehországban (1996-tól), Szlovákiában (1999-től), valamint Magyarországon (2005-től). Az FM Logistic CE több, mint 5 500 dolgozót foglalkoztat, 17 logisztikai platformmal, 30 darab, összesen 750 000 m2 területű átrakó raktárral rendelkezik és több, mint 1 millió raklaphelyet [3] kínál, valamint több, mint 2 500 járműből álló flottát kezel. A cég szolgáltatásokat nyújt a raktározás (46%), áruszállítás (41%), valamint co-packing (közös csomagolás) és co-manufacturing (közös gyártás) (13%) területén. Az operátor által a régióban kiszolgált kulcs ágazatok: FMCG (41%), viszonteladók (28%), ipar (24%), egészségvédelem (5%) és kozmetikai ipar (2%).

## Története

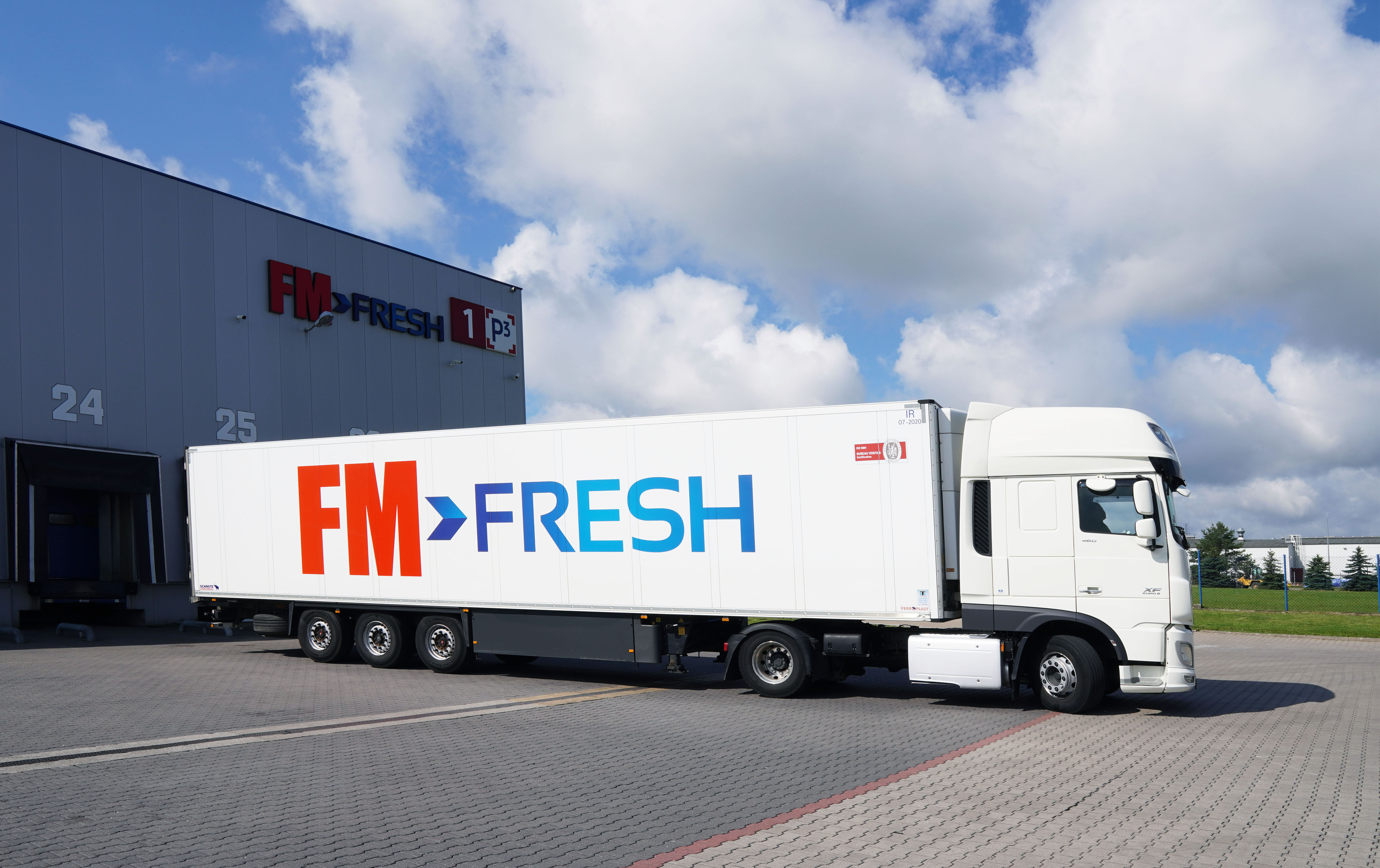
FM Logistic cégjelzésű teherautó

Az FM Logistic két szállítmányozó családi vállalkozás összevonásával jött létre a XX. század 60-as éveiben. Az Ardèche régióból származó két testvér, Edmond és Claude Faure 1962-ben alapított fakitermeléssel és szállítással foglalkozó céget. Házasságkötés eredményeként a Faure család összekapcsolódott a Machet családdal, melynek fuvarozó cége volt a Vogézekben. Claude Faure, Edmond Faure és Jean-Marie Machet 1967-ben konszolidálták és áthelyezték a fuvarozási tevékenységüket a Moselle megyében található Saint-Quirin városába. Így született meg a Faure & Machet cég, mely akkor 12 főből és 7 járműből állt.

### Nyolcvanas évek: a raktározási tevékenység elindítása
Tíz évvel később a Faure & Machet már 90 dolgozót foglalkoztat és 75 járművel rendelkezik. Döntő változások történtek 1982-ben, amikor a cég megnyerte az élelmiszergyártó MARS csoport kiszolgálására kiírt versenypályázatot.  A Faure & Machet ekkor indította el raktározási tevékenységét. A vállalat 1987-ben 300 főt foglalkoztat 38 000 m2 raktárterülettel rendelkezik Franciaországban.

### Nyolcvanas évek: nemzetközi terjeszkedés
A 90-es években a Faure & Machet kihasználta Közép-és Kelet-Európa piacainak megnyitásában rejlő lehetőségeket. A cég elindította tevékenységét Oroszországban, Lengyelországban és Ukrajnában. A nemzetközi fejlődés megkönnyítése érdekében a cég 1998-ban felveszi az „FM Logistic” elnevezést.

### XXI. század: a vállalat irányításának átadása a következő generációnak

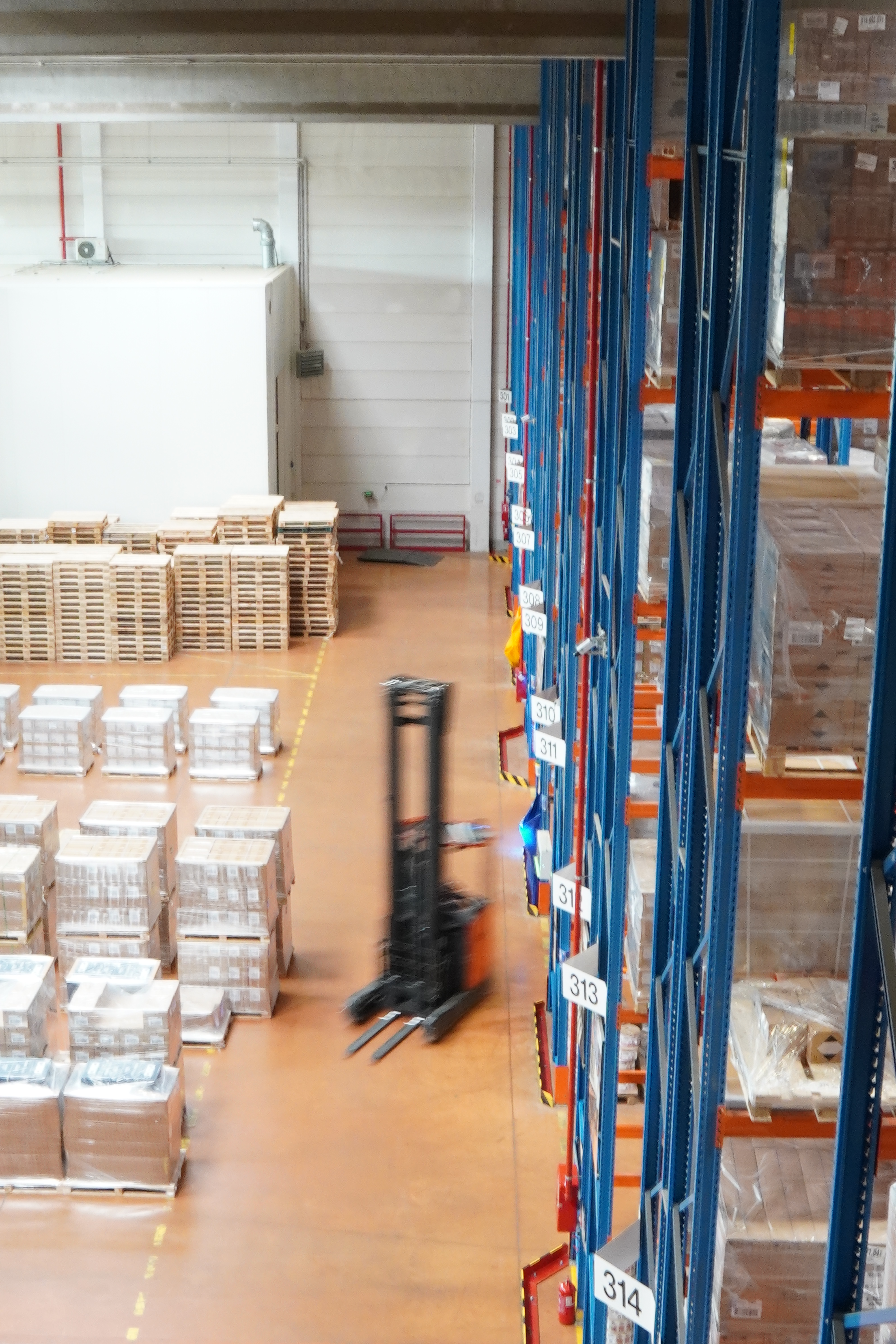
Az FM Logistic logisztikai platform

A cég három alapítója 2002-ben adta át a cég vezetését a vezetők következő generációjának, köztük Jean-Christophe Machetnek, a cég jelenlegi elnökének. Az FM Logistic 2004-ben indította el működését Kínában. Egy másik cég megszerzésének eredményeként a csoport 2013-ban megjelent Brazíliában.
Ugyanekkor a cég egy komoly játékos szerepét veszi át Oroszországban, a friss áruk piacán. Az FM Logistic 2016-ban megerősítette jelenlétét Ázsiában, amikor Indiában felvásárolta a Spear Logistics céget. Ebben az időszakban a cég folytatja nemzetközi fejlődését, amiről tanúskodik a több logisztikai platform elindítása és fejlesztése Oroszországban, Lengyelországban, Csehországban, Romániában, Spanyolországban és Olaszországban.  Az FM Logistic 2020-ban tervez nyitni több raktárat Indiában, valamint egy raktár és disztribúciós központot Vietnamban. Franciaországban az FM Logistic kb. éves szinten két új platform tempóban fejlődik, jó példa erre a 2018-ban Escrennes-ben felavatott platform.
Az FM Logistic mindemellett a digitális transzformáció és innováció stratégiáját is alkalmazza, hogy megoldásokat tudjon ajánlani a szállítási láncok tekintetében, elébe menve az internetes vásárlás növekedésének, a disztribúciós mixnek és az ún. fenntartható fogyasztás elvárásainak.

## Az FM Logistic Csoport 2019/2020. évi főbb adatai

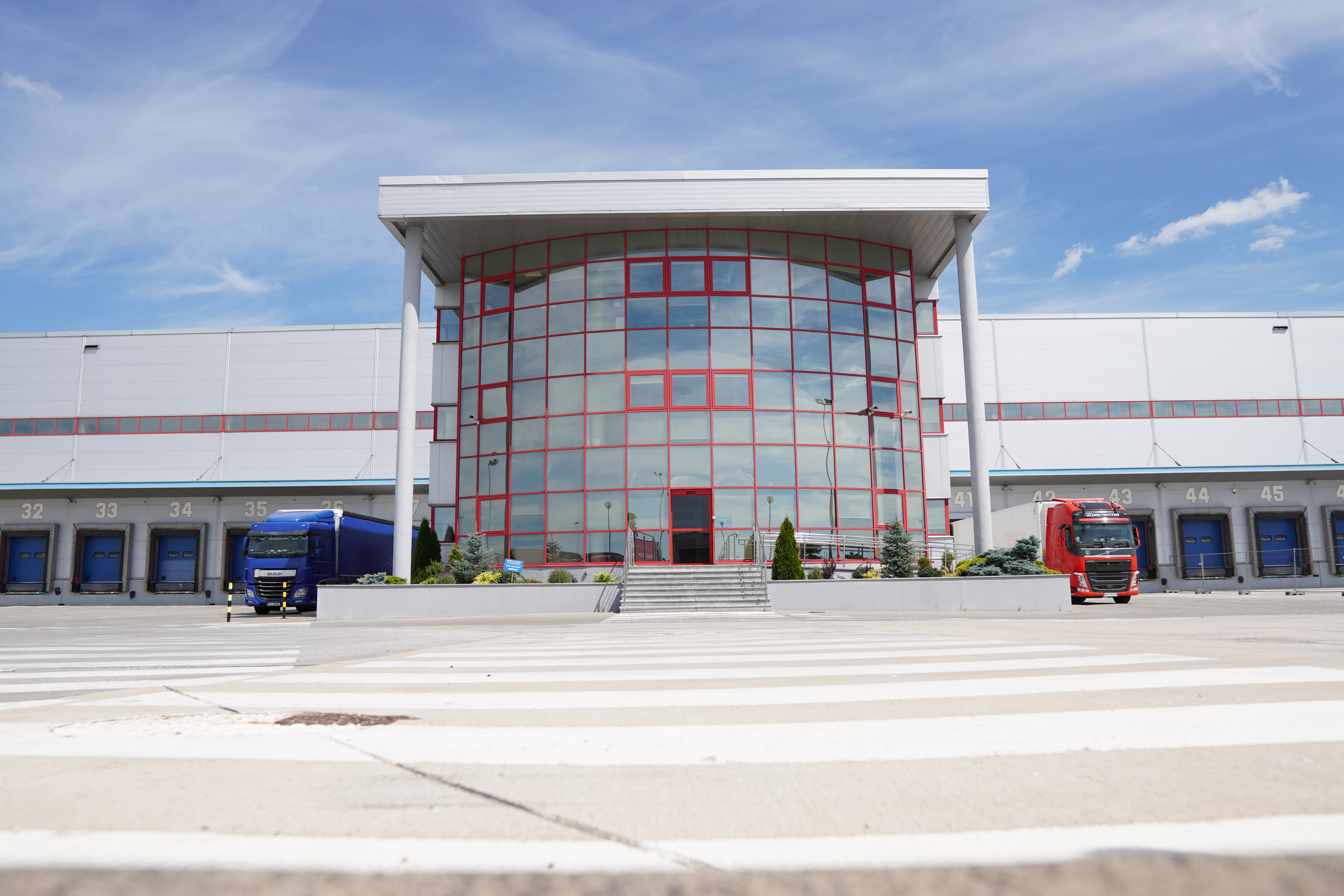
Az FM Logistic logisztikai platform belülről

- 1,43 mrd € (üzleti év vége: 2020. március 31.)[3]
- A forgalom 62%-a Franciaországon kívül keletkezik
- A forgalom eloszlása az ügyfelek ágazatai szerint a 2018/19 évben: FMCG (31%), viszonteladás (28%), ipar (20%), kozmetikai cikkek (18%), egészségvédelmi szektor (3%)
- Foglalkoztatás: 27 500 (teljes munkaidőre átszámított foglalkoztatási átlag a 2019/20 forgalmi évben)

## Az FM Logistic igazgatótanácsa, aktuális: 2020. március 31.
- Jean-Christophe Machet – elnök
- Yannick Buisson – vezérigazgató – Franciaország és Nyugat-Európa
- Cécile Cloarec – Emberi Erőforrás, kommunikációs és fenntartható fejlődés igazgató
- Stéphane Descarpentries – igazgató – Ázsia és stratégiai projektek
- Xavier Prévost – üzleti megoldások és informatikai rendszerek ügyi igazgató
- Christophe Menivard – igazgató – Kelet-Európa
- Béatrice Ogée – kereskedelmi és marketingigazgató

## Kiválasztott jelenlegi és történelmi ügyfelek
- FMCG: Mars, Mondelez, Nestlé, Unilever, Colgate-Palmolive, Reckitt-Benckiser, GSK, Henkel
- Viszonteladók: Carrefour, Auchan, Décathlon, Ikea,[4] e-commerce márkák
- Ipar: Bosch, Philips, Legrand, Brother, Samsung, Nissan, Osram
- Illatszerboltok és kozmetikai cikkek: L’Occitane, L’Oréal, Shiseido, Dior, Clarins, Natura
- Egészségvédelem: Bristol-Myers Squibb, Sanofi-Aventis, Roche

## Lábjegyzeteket
1. ↑  Pooling. FMlogistic.com. (Hozzáférés: 2020. szeptember 15.)
2. ↑  History. FMlogistic.pl. (Hozzáférés: 2020. szeptember 15.)
3. ↑  FM Logistic reports results for FY 2019/20. Maritimegateway.com. (Hozzáférés: 2020. szeptember 15.)
4. ↑  New distribution center for IKEA. Warehouses.pl. (Hozzáférés: 2020. szeptember 15.)[halott link]